# Кламп, Ширли
Ширли Наташа Клэмп, (род. 17 февраля 1973 года, Вискафорс, Бурос) — шведская поп-певица, танцовщица и автор песен, участница шведского конкурса песни Melodifestivalen.

## Карьера
Ширли является выпускницей музыкального факультета академии балета в Гётеборге в Швеции. До начала карьеры работала в баре, выставочном центре и в Wallmans Salonger. Её дебют состоялся на конкурсе талантов в 1989 году, однако главный приз конкурса забрала только в 1994 году. После записывала песни в различных дуетах и группах. В 2005 году она была ведущей программы Фольктоппена вместе с Йованом Радомиром и Давидом Бекселиусом. В 2006 году компанию в качестве ведущего ей составил Ханс Розенфельдт. Клэмп сыграла главную героиню в эпизоде сериала «Певцы-подражатели», выпущенный в 2012 году.

## Дискография

### Альбомы
- 2004 — Den långsamma blomman
- 2005 — Lever mina drömmar
- 2006 — Favoriter på svenska
- 2007 — Tålamod
- 2009 — För den som älskar — en samling

### Синглы
- 2002 — La Vie (This Is My Life)
- 2003 — Mr. Memory
- 2003 — Jag fick låna en ängel
- 2004 — Min kärlek
- 2004 — Eviga längtan
- 2004 — För den som älskar
- 2004 — Do They Know It’s Christmas radio version
- 2005 — Att älska dig radio mix / soundfactory radio remix
- 2005 — Mina minnen
- 2005 — Lite som du
- 2006 — Lever mina drömmar / Längtan är allt jag har
- 2006 — När kärleken föds
- 2007 — Jag tar en annan väg
- 2007 — Tålamod
- 2009 — Med hjärtat fyllt av ljus
- 2013 — Step By Step
- 2014 — Burning Alive